# Eva Louise Stackelberg
Eva Wilhelmina Louise Stackelberg, född 14 mars 1814 i Norra Fågelås, Skaraborgs län, död 5 september 1891 i Ukna, Kalmar län, var en svensk kompositör.

## Biografi
Eva Louise Stackelberg föddes 14 mars 1814 på Almnäs slott i Norra Fågelås. Hon var dotter till greve Carl Adolf Louise Stackelberg (1774–1859) och Eva Sofia Adelsvärd (1787–1855). Familjen flyttade 1832 till Tyresö. Familjen flyttade 1838 till Schedewij säteri i Forssa. 1850 sålde de säteriet till Amalia Carolina von Aken och flyttade till Norrköping. 1855 avled mamman. Tillsammans med hennes syster och pappa flyttade hon samma år till Ukna. I Ukna bosatte de sig hos brodern Reinhold Adolf Louise Stackerlberg på Stensnäs herrgård.1868 flyttade Eva Louise till Möcklicka i samma socken. Hon avled 5 september 1891 i Ukna.

## Musikverk
Kompositioner av Eva Louise Stackelberg.

### Piano
- 12 variationer. Utgiven 1839 på Östergren, Stockholm.[15]

### Sång och piano
- Fyra sångstycken. Tillägnad fru friherrinnan Charlotte von Kraemer. Utgiven 1844 på Hirsch.[16]

1. Nydia "Av vind och av sol". Text ur Pompejis sista dagar av Edward Bulwer-Lytton.
2. Höstsång "Du är förbi, de flytt de gyllne dagar". Text av Vidström.
3. Ur Paul Clifford "Hvi slumren I, ni rosor små". Text av Edward Bulwer-Lytton.
4. Elins visa "För jorden var grön".

- Sånger vid pianoforte. Tillägnad Carl Adolf Louise Stackelberg. Utgiven 1847 på Gustaf Rylander, Stockholm.[17]

1. Solstrålen och regndroppen "Ned till jorden föll en droppe".
2. Den lilla fader- och moderlösa flickan "Alltsedan moder min lades på bår". Text av Carl Jonas Love Almqvist.
3. På berget "Bäcken glättigt susar"
4. Hämnden "Skönt i loppet strålar bäcken". Text av Johan Ludvig Runeberg.
5. Blomman och solstrålen "Det växte en blomma på ljungkransar hed".

- Vårsång (En vårmorgon 1845) "Se morgonrodna'n åter randas". Tillägnad Jenny Lind. Utgiven senast 1847 på Gustaf Rylander, Stockholm.[18][19]